# Preamplificatore di carica

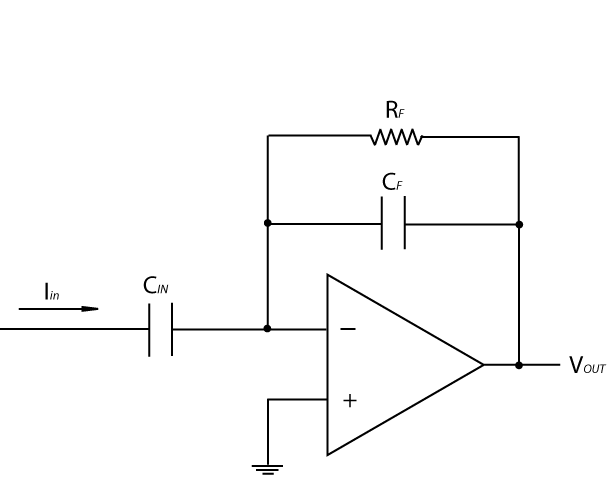
Nella figura è riportato il tipico circuito di un CSP accoppiato in AC

Il preamplificatore di carica (Charge Sensitive Preamplifier) è un dispositivo elettronico in grado di integrare un segnale in corrente fornendo in uscita un segnale in tensione con ampiezza proporzionale alla carica posta in ingresso.

## Caratteristiche
Dal punto di vista circuitale è costituito da un amplificatore in configurazione invertente e da altri tre elementi:
- Cin: Capacità di ingresso che ha la funzioni di DC block, cioè evita che segnali affetti da offset vengano integrati. La presenza di questa capacità realizza l'accoppiamento AC del dispositivo.

- Cf: Capacità di feedback che realizza di fatto l'integrazione del segnale in corrente

- Rf: Resistenza di feedback che riporta il circuito nelle condizioni di poter effettuare una nuova integrazione del segnale in ingresso.

## Utilizzi
Uno degli utilizzi più frequenti di questi dispositivi è la lettura di segnali provenienti da fotorivelatori. 
In genere, infatti, nei fotorivelatori più comuni (SiPM, APD, GM-APD) l'informazione risiede nella carica generata all'interno di essi. 
Per una corretta valutazione dell'uscita di questi sensori è necessario leggere e amplificare opportunamente il valore della carica da essi rilasciata attraverso il CSP.
Uno dei vantaggi di questo dispositivo è l'insensibilità di essi rispetto alla capacità dei fotorivelatori.
Tipicamente, infatti, nei rivelatori a stato solido può  accadere che la capacità abbia significative fluttuazioni nel tempo, che potrebbero alterare il funzionamento del circuito integratore.

## Comportamento integrativo del preamplificatore di carica
Per i non esperti non è banale capire come un circuito di questo tipo realizzi un'integrazione del segnale di corrente in ingresso.
Si vede ora di chiarire questo aspetto per mezzo di alcuni passaggi analitici.
Sul nodo di massa virtuale vale la seguente relazione per le correnti:
{\displaystyle I_{IN}+I_{CF}+I_{RF}=0}
Al fine di evidenziare solo il comportamento da integratore del dispositivo, si trascura per il momento l'effetto della resistenza di feedback che, come detto, ha la sola funzione di riportare il circuito nelle condizioni operative.
La relazione precedente pertanto diventa:
{\displaystyle I_{IN}=-I_{CF}}
{\displaystyle I_{IN}=-C_{f}{\frac {dV_{OUT}}{dt}}}
si ottiene una semplice equazione differenziale a variabili separabili.
Integrando ambo i membri si ottiene:
{\displaystyle \int _{}^{}I_{IN}\,dt=\int _{}^{}-C_{f}\,dVout}
{\displaystyle \int _{}^{}I_{IN}\,dt=-C_{f}\int _{}^{}\,dVout}
{\displaystyle \int _{}^{}I_{IN}\,dt=-C_{f}V{out}}
Risulta pertanto che:
{\displaystyle Q=-C_{f}V_{out}}
Da cui si ricava che:
{\displaystyle V_{out}=-{\frac {Q}{C_{f}}}}
Dalla formula finale si nota che vi è una relazione diretta fra la carica rilasciata dal rivelatore e la tensione in uscita dal preamplificatore di carica.
La costante di proporzionalità è la quantità 1/Cf che esprime il guadagno di carica, un parametro molto importante in un CSP.
Il segno negativo all'interno della formula è determinato dal comportamento invertente del dispositivo.
Considerando anche l'effetto della resistenza Rf e risolvendo la corrispondente equazione differenziale (più complicata della precedente) si arriva al seguente risultato:
{\displaystyle V_{out}(t)=-{\frac {Q}{C_{F}}}\cdot e^{-{\frac {t}{\tau }}}}
Dove:
{\displaystyle \tau =R_{F}C_{F}}
È importante Rf sia grande al fine di avere un'elevata costante di tempo {\displaystyle \tau } per evitare che una discesa troppo rapida pregiudichi troppo presto il valore dell'integrale.

## Segnale in uscita da un preamplificatore di carica
Si assuma di fornire in ingresso al preamplificatore il seguente segnale (tipico di un SiPM)
L'uscita del preamplificatore sarà la seguente:
La salita dell'uscita del preamplificatore di carica corrisponde alla durata dell'impulso in corrente posto in ingresso.
Il tempo di salita corrisponde al tempo in cui il dispositivo integra il segnale in corrente.
Si noti che per effetto della capacità d'ingresso Cin il dispositivo si comporta come integratore solo con segnali aventi frequenza sufficientemente elevata.
La parte destra dell'immagine evidenza il lento decadimento dell'uscita del CSP causato dalla resistenza Rf.
Rf, Cf, Cin devono essere opportunamente dimensionati a seconda delle caratteristiche del segnale da integrare.